# Подруги моєї дружини
Подруги моєї дружини (груз. ჩემი ცოლის დაქალები) — грузинський сатирично-гумористичний телесеріал про компанію друзів, які живуть у Тбілісі, котрий транслюється з 2011 року. Виробництвом серіалу займається «Formula Creative». З 2011 по 2019 рік виходив на «Руставі 2». З жовтня 2019 року серіал буде виходити на каналі «Formula TV».
У 2022 році серіал завершився 18 сезоном. Повідомлялося, що 18-й сезон був останнім сезоном, однак 7 липня 2023 року серіал почав свій 19 сезон.

## Синопсис
Серіал розповідає про життя різних друзів дитинства Карапшути Като, домогосподарки Ніни та феміністки Тіни, до яких у третьому та п'ятому сезонах приєднаються нові дівчата — Наташка та Анка. Серіал присвячений актуальним і сучасним суспільним проблемам суспільства.

## Акторський склад
| Актор                                                             | Персонаж                                                                      | Сезон             | Сезон             | Сезон             | Сезон             | Сезон             | Сезон             | Сезон             | Сезон             | Сезон             | Сезон             | Сезон             | Сезон             | Сезон             | Сезон             | Сезон             | Сезон             | Сезон             | Сезон             | Сезон             |
| Актор                                                             | Персонаж                                                                      | 1                 | 2                 | 3                 | 4                 | 5                 | 6                 | 7                 | 8                 | 9                 | 10                | 11                | 12                | 13                | 14                | 15                | 16                | 17                | 18                | 19                |
| ----------------------------------------------------------------- | ----------------------------------------------------------------------------- | ----------------- | ----------------- | ----------------- | ----------------- | ----------------- | ----------------- | ----------------- | ----------------- | ----------------- | ----------------- | ----------------- | ----------------- | ----------------- | ----------------- | ----------------- | ----------------- | ----------------- | ----------------- | ----------------- |
| Анна Ткебучава                                                    | Ніна Гурабанідзе — домогосподарка. Працювала у Міністерстві етики та естетики | Основний персонаж | Основний персонаж | Основний персонаж | Основний персонаж | Основний персонаж | Основний персонаж | Основний персонаж | Основний персонаж | Основний персонаж | Основний персонаж | Основний персонаж | Основний персонаж | Основний персонаж | Основний персонаж | Основний персонаж | Основний персонаж | Основний персонаж | Основний персонаж | Основний персонаж |
| Ніно Ґачечіладзе (2011—2012, 2015-…) Лела Мебурішвілі (2013—2015) | Катерина Кірвалідзе — Невістка Ніни. Івент-менеджер, відома своїми романами   | Основний персонаж | Основний персонаж | Основний персонаж | Основний персонаж | запрошений        | запрошений        | Основний персонаж | Основний персонаж | Основний персонаж | Основний персонаж | Основний персонаж | Основний персонаж | Основний персонаж | Основний персонаж | Основний персонаж | Основний персонаж | Основний персонаж | Основний персонаж | Основний персонаж |
| Мака Дзаганія                                                     | Тіна Брегвадзе — невістка Ніни, феміністка                                    | Основний персонаж | Основний персонаж | Основний персонаж | Основний персонаж | Основний персонаж |                   |                   | запрошений        | запрошений        | запрошений        | запрошений        | запрошений        | запрошений        | запрошений        | запрошений        | запрошений        | запрошений        | запрошений        | запрошений        |
| Леван Кочіашвілі                                                  | Дато Гоцірідзе — чоловік Ніни, архітектор.                                    | Основний персонаж | Основний персонаж | Основний персонаж | Основний персонаж | Основний персонаж | Основний персонаж | Основний персонаж | Основний персонаж | Основний персонаж | Основний персонаж | Основний персонаж | Основний персонаж | Основний персонаж | Основний персонаж | Основний персонаж | Основний персонаж | Основний персонаж | Основний персонаж | Основний персонаж |
| Саломе Шарвадзе                                                   | Кеті — дружина Зази, домогосподарка.                                          | Основний персонаж | Основний персонаж | Основний персонаж | Основний персонаж | Основний персонаж | Основний персонаж | Основний персонаж | Основний персонаж | Основний персонаж | Основний персонаж | Основний персонаж | Основний персонаж | Основний персонаж | Основний персонаж | Основний персонаж | Основний персонаж | Основний персонаж | Основний персонаж |                   |
| Георгій Бочорішвілі                                               | Заза Манагадзе — зять Дато і його сусід по дому, чоловік Кеті                 | Основний персонаж | Основний персонаж | Основний персонаж | Основний персонаж | Основний персонаж | Основний персонаж | Основний персонаж | Основний персонаж | Основний персонаж | Основний персонаж | Основний персонаж | Основний персонаж | Основний персонаж | Основний персонаж | Основний персонаж | Основний персонаж | Основний персонаж | Основний персонаж |                   |
| Кета Орбеладзе                                                    | Анастасія — донька Ніни, учениця                                              | Основний персонаж | Основний персонаж | Основний персонаж | Основний персонаж | Основний персонаж | Основний персонаж | Основний персонаж | Основний персонаж | Основний персонаж | Основний персонаж | Основний персонаж | Основний персонаж | Основний персонаж | Основний персонаж | Основний персонаж | Основний персонаж | Основний персонаж | Основний персонаж | Основний персонаж |
| Георгій Барбакадзе                                                | Джеко — старший син Ніни та Дато, учень школи                                 | Основний персонаж | Основний персонаж | Основний персонаж | Основний персонаж | Основний персонаж | Основний персонаж | Основний персонаж | Основний персонаж | Основний персонаж | Основний персонаж | Основний персонаж | Основний персонаж | Основний персонаж | Основний персонаж | Основний персонаж | Основний персонаж | Основний персонаж | Основний персонаж | Основний персонаж |
| Медея Лорткіпанідзе                                               | Манна — мама Дато.                                                            | Основний персонаж | Основний персонаж | Основний персонаж | Основний персонаж | Основний персонаж | Основний персонаж | Основний персонаж | Основний персонаж | Основний персонаж | Основний персонаж | Основний персонаж | Основний персонаж | Основний персонаж | Основний персонаж | Основний персонаж | Основний персонаж | Основний персонаж | Основний персонаж | Основний персонаж |
| Лео Антадзе                                                       | Джемал Гоцірідзе — батько Дато.                                               | Основний персонаж | Основний персонаж | Основний персонаж | Основний персонаж | Основний персонаж | Основний персонаж | Основний персонаж | Основний персонаж | Основний персонаж | Основний персонаж | Основний персонаж | Основний персонаж | Основний персонаж | Основний персонаж | Основний персонаж | Основний персонаж | Основний персонаж | Основний персонаж | Основний персонаж |
| Бая Двалішвілі                                                    | Неліко — мама Тіни.                                                           | Основний персонаж | Основний персонаж | Основний персонаж | Основний персонаж | Основний персонаж | Основний персонаж | Основний персонаж | Основний персонаж | Основний персонаж | Основний персонаж | Основний персонаж | Основний персонаж | Основний персонаж | Основний персонаж | Основний персонаж | Основний персонаж | Основний персонаж | Основний персонаж | Основний персонаж |
| Кеті Чхеідзе                                                      | Нунука — Мати Бакарі, володіє Сакчапуре.                                      | запрошений        | запрошений        | запрошений        | запрошений        | запрошений        | Основний персонаж | Основний персонаж | Основний персонаж | Основний персонаж | Основний персонаж | Основний персонаж | Основний персонаж | Основний персонаж | Основний персонаж | Основний персонаж | Основний персонаж | Основний персонаж | Основний персонаж | Основний персонаж |
| Ніно Мумладзе                                                     | Натія — колишня кохана Дато, дантист.                                         |                   |                   | Основний персонаж | Основний персонаж | Основний персонаж | Основний персонаж | Основний персонаж | запрошений        | запрошений        | запрошений        | запрошений        | запрошений        | запрошений        | запрошений        | запрошений        | запрошений        | запрошений        |                   |                   |
| Буба Мірцхулава                                                   | Бакарі — чоловік Тамуни, бізнесмен.                                           |                   |                   | запрошений        | запрошений        | запрошений        | запрошений        | запрошений        | Основний персонаж | Основний персонаж | Основний персонаж | Основний персонаж | Основний персонаж | Основний персонаж | Основний персонаж | Основний персонаж | Основний персонаж | Основний персонаж | Основний персонаж | Основний персонаж |
| Зураб Ніжарадзе                                                   | Мерабі — володіє підприємством таксі, чоловік Нато Какачіа                    |                   |                   |                   |                   |                   | Основний персонаж | Основний персонаж | Основний персонаж | Основний персонаж | Основний персонаж | Основний персонаж | Основний персонаж | Основний персонаж | Основний персонаж | Основний персонаж |                   | Основний персонаж | Основний персонаж |                   |
| Тіна Махарадзе                                                    | Анка — нова дівчина.                                                          |                   |                   |                   |                   | Основний персонаж | Основний персонаж | Основний персонаж | Основний персонаж | Основний персонаж | Основний персонаж | Основний персонаж |                   |                   |                   |                   |                   |                   |                   |                   |
| Вахо Чачанідзе                                                    | Мішка — чоловік Анки                                                          |                   |                   |                   |                   | Основний персонаж | Основний персонаж | Основний персонаж | Основний персонаж | Основний персонаж | Основний персонаж | Основний персонаж |                   |                   |                   |                   |                   |                   |                   |                   |
| Шота Нозадзе                                                      | Тенго — діловий партнер Бакарі                                                |                   |                   |                   |                   |                   |                   | Основний персонаж | Основний персонаж | Основний персонаж | Основний персонаж | Основний персонаж | Основний персонаж | Основний персонаж | Основний персонаж | Основний персонаж |                   | Основний персонаж | Основний персонаж | Основний персонаж |
| Ната Бережян                                                      | Нато Какачі — дружина Мераба                                                  |                   |                   |                   |                   |                   |                   | Основний персонаж | Основний персонаж | Основний персонаж | Основний персонаж | Основний персонаж | Основний персонаж | Основний персонаж | Основний персонаж | Основний персонаж |                   | Основний персонаж | Основний персонаж |                   |
| Анна Чирадзе                                                      | Гуранда (Чіка) Медзмаріашвілі — впливова особа Вакі, дружини Шавлега          |                   |                   |                   |                   |                   |                   |                   |                   |                   |                   | Основний персонаж | Основний персонаж | Основний персонаж | Основний персонаж | Основний персонаж | Основний персонаж | Основний персонаж |                   |                   |
| Іло Берошвілі                                                     | Шавлего Мадліані — Знаменитість бізнесмена Вакі. Чоловік Чики                 |                   |                   |                   |                   |                   |                   |                   |                   |                   |                   |                   | Основний персонаж | Основний персонаж | Основний персонаж | Основний персонаж | Основний персонаж | Основний персонаж | Основний персонаж | Основний персонаж |

## Спін-офф
У 2012 році на екрани вийшов проміжний, повнометражний фільм «Весілля дружини моєї дружини». У 2014 році вийшов ще один повнометражний фільм «Жінка моєї дружини в кіно».